# Ivanie Blondin
Ivanie Lise Blondin (Ottawa, 2 de abril de 1990) es una deportista canadiense que compite en patinaje de velocidad sobre hielo.
Participó en tres Juegos Olímpicos de Invierno, obteniendo dos medallas en Pekín 2022, oro en persecución por equipos (junto con Valérie Maltais y Isabelle Weidemann) y plata en salida en grupo, el quinto lugar en Sochi 2014 (persecución por equipos) y el quinto en Pyeongchang 2018 (5000 m).
Ganó una medalla de plata en el Campeonato Mundial de Patinaje de Velocidad sobre Hielo de 2020 y deicisiete medallas en el Campeonato Mundial de Patinaje de Velocidad sobre Hielo en Distancia Individual entre los años 2015 y 2025.

## Palmarés internacional
| Juegos Olímpicos                           | Juegos Olímpicos                | Juegos Olímpicos  | Juegos Olímpicos        |
| Año                                        | Lugar                           | Medalla           | Prueba                  |
| ------------------------------------------ | ------------------------------- | ----------------- | ----------------------- |
| 2022                                       | Pekín (China)                   | Medalla de oro    | Persecución por equipos |
| 2022                                       | Pekín (China)                   | Medalla de plata  | Salida en grupo         |
| Campeonato Mundial                         |                                 |                   |                         |
| Año                                        | Lugar                           | Medalla           | Prueba                  |
| 2020                                       | Hamar (Noruega)                 | Medalla de plata  | Clasificación general   |
| Campeonato Mundial en Distancia Individual |                                 |                   |                         |
| Año                                        | Lugar                           | Medalla           | Prueba                  |
| 2015                                       | Heerenveen (Países Bajos)       | Medalla de plata  | Salida en grupo         |
| 2016                                       | Kolomna (Rusia)                 | Medalla de oro    | Salida en grupo         |
| 2017                                       | Gangneung (Corea del Sur)       | Medalla de bronce | 5000 m                  |
| 2019                                       | Inzell (Alemania)               | Medalla de plata  | Salida en grupo         |
| 2020                                       | Salt Lake City (Estados Unidos) | Medalla de oro    | Salida en grupo         |
| 2020                                       | Salt Lake City (Estados Unidos) | Medalla de bronce | Persecución por equipos |
| 2021                                       | Heerenveen (Países Bajos)       | Medalla de plata  | Persecución por equipos |
| 2021                                       | Heerenveen (Países Bajos)       | Medalla de plata  | Salida en grupo         |
| 2023                                       | Heerenveen (Países Bajos)       | Medalla de oro    | Velocidad por equipos   |
| 2023                                       | Heerenveen (Países Bajos)       | Medalla de oro    | Persecución por equipos |
| 2023                                       | Heerenveen (Países Bajos)       | Medalla de plata  | Salida en grupo         |
| 2024                                       | Calgary (Canadá)                | Medalla de oro    | Velocidad por equipos   |
| 2024                                       | Calgary (Canadá)                | Medalla de plata  | Salida en grupo         |
| 2024                                       | Calgary (Canadá)                | Medalla de plata  | Persecución por equipos |
| 2025                                       | Hamar (Noruega)                 | Medalla de plata  | Salida en grupo         |
| 2025                                       | Hamar (Noruega)                 | Medalla de plata  | Velocidad por equipos   |
| 2025                                       | Hamar (Noruega)                 | Medalla de bronce | Persecución por equipos |